# Irénisme

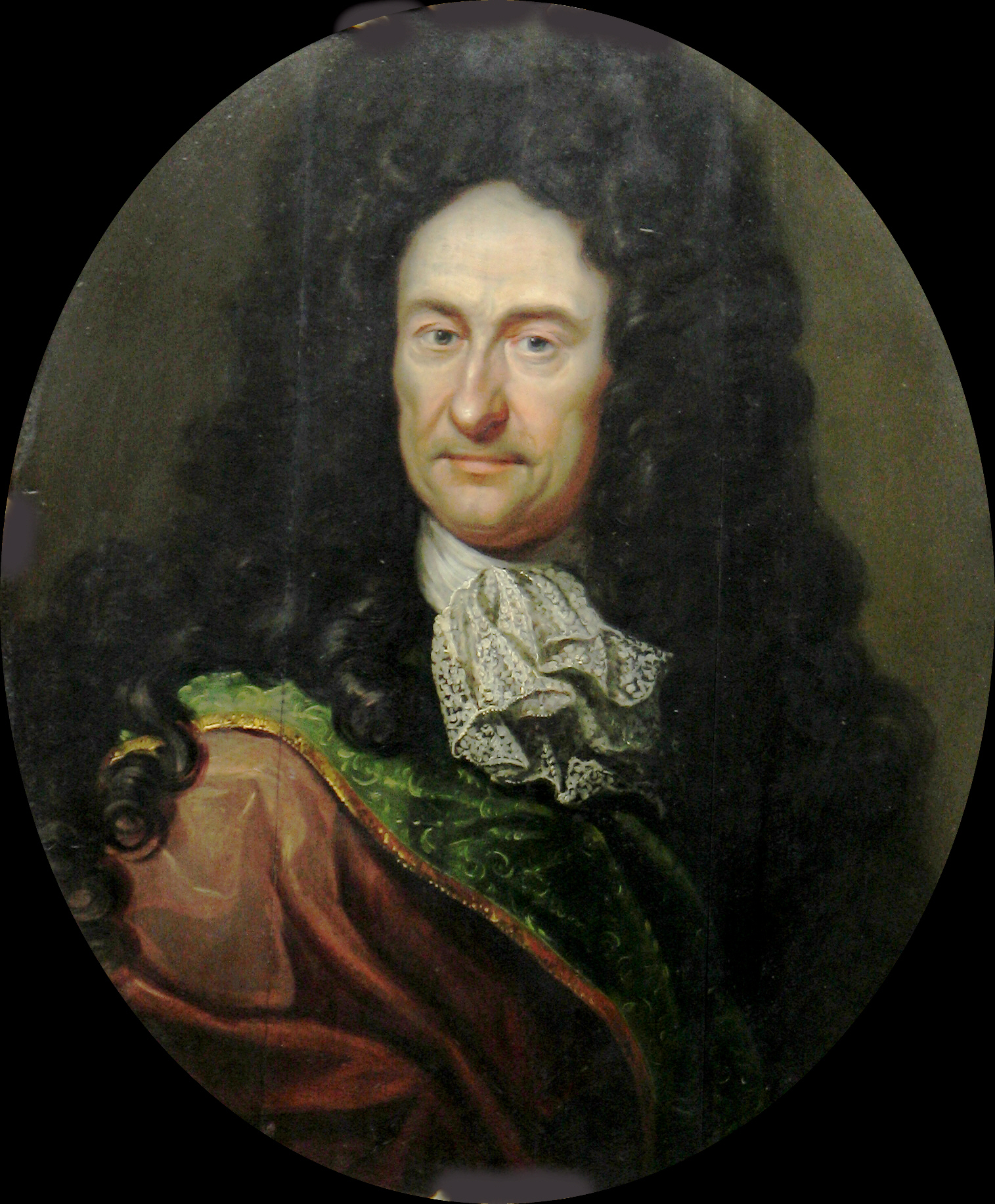
Leibniz, un des premiers irénistes.

L’irénisme est une attitude visant à la compréhension mutuelle en se focalisant sur ce qui unit ou rapproche et en minimisant ce qui éloigne ou amène au conflit. Historiquement, cette attitude est apparue dans la réflexion de Leibniz sur les rapports entre Églises.
Le terme irénisme vient du grec εἰρήνη (eirếnê), la paix. Le mot est dérivé d'irénique emprunté au latin ecclésiastique moderne irenicus, apparu en 1867. Il a donné le prénom antique Irénée (répandu au IIIè siècle parmi les chrétiens) et son féminin Irène. Le mot irénisme est attesté en 1962.

## Origine
L'irénisme est apparu dans la recherche de l'unité des Églises aux XVIe et XVIIe siècles, au moment de la Réforme protestante.
Au XVIe siècle, la théologie de Martin Bucer insistait sur l'Esprit-Saint qui, selon lui, permettait de fonder la concorde sur l'affirmation du mystère inaccessible à la raison humaine que constituait la présence réelle du Christ sous les espèces consacrées. Dès 1533, dans son traité sur La préparation du concile, ce réformateur protestant avait indiqué dans quel esprit il envisageait la résolution du schisme entre catholiques et protestants. Il était contre un concile de réconciliation présidé par le pape, voulant un concile libre, aux décisions duquel même le pape se soumettrait ; il insistait sur la prédication, l'autorité de la Bible et l'autorité des Pères de l'Église. Selon lui, même si catholiques et protestants ne s'accordaient ni sur la messe, ni sur la primauté du pape ni sur le nombre des sacrements, cela lui paraissait insuffisant pour qu'on renonçât à s'entendre. Une réunion à Worms, en novembre 1540, permit à Bucer, Mélanchthon et Johannes Eck de rédiger un texte d'entente sur des questions controversées comme l'Écriture et la tradition, les sacrements, le sacerdoce et la justification. Sur la base de ce texte, appelé le « livre de Worms », à Ratisbonne en avril 1541, et en présence de Charles Quint et du légat du pape Gasparo Contarini, Johannes Eck, Johannes Gropper et Julius Pflug du côté catholique, Bucer, Mélanchthon et Johannes Pistorius du côté protestant, s'entendirent sur le péché originel et la justification. Marin Bucer consacra ses efforts vers un accord entre protestants et catholiques plus particulièrement dans les années 1540-1545. Bien qu'il fît preuve d'une très réelle capacité au dialogue, tout en restant ferme sur les questions fondamentales, finalement peu nombreuses, et en fait limitées aux sacrements et surtout à l'eucharistie, il fut critiqué à la fois par Luther et Calvin.
Leibniz a développé un projet d'union religieuse entre les Églises. Cette recherche de paix entre celles-ci passe par une théologie rationnelle qui accorde la religion et la raison. Il s'oppose à Pierre Bayle qui place la théologie au-dessus de la raison. La lecture du Dictionnaire historique et critique a entraîné de nombreuses controverses sur la position de Bayle concernant l'opposition entre foi et raison. La position de Bayle s'appuie sur l'existence du mal sous un Dieu bon. Leibniz va répondre à Pierre Bayle sur cette question dans Essais de théodicée. Il commence son livre par un Discours sur la conformité de la foi et de la raison pour montrer qu'il n'y a pas d'opposition entre foi et raison et que la raison peut donc être utilisée dans le domaine théologique. L'irénisme se fonde sur une théorie de la raison et l'affirmation d'un langage universel. Cependant Leibniz constate que si la raison est puissante, car rien ne peut échapper à sa critique, elle est aussi impuissante car elle n'apporte par elle-même aucune certitude,.

## Sens culturel
L'irénisme, né dans le domaine des religions, est aussi passé dans celui des rencontres interculturelles (interculturalisme…),.

## Sens politique
Les sphères religieuses, politiques et de la justice ont longtemps été très liées et dans certains pays le sont encore ou le redeviennent. L'irénisme a dans divers contextes percolé de la philosophie religieuse vers la philosophie politique, par exemple en (ré)introduisant des valeurs de tolérance et de discussion dans les moments où des entités politiques se rencontrent ou s'opposent, et cherche à limiter les heurts, les clivages et les conflits sociopolitiques ; pour comprendre, voire concilier des idéologies qui le sont difficilement, notamment pour maintenir ou restaurer la paix.
Certains lui opposent la notion de réalisme politique ou estiment qu'il peut conduire à des accords de paix ou commerciaux « à tout prix », qui pourraient ne pas perdurer. On qualifie parfois le pacifisme et l'internationalisme d'irénisme.

## Sens religieux
Attitude visant à favoriser la bonne entente entre les religions. Le mot s'est d'abord employé dans un contexte chrétien.
Cela désigne également la volonté d'éviter un schisme. À ce titre, certains ouvrages d'Érasme ont contribué à faire avancer la réflexion iréniste sur le thème de la conciliation religieuse, notamment dans son Inquisitio de fide de 1524, qui s'oppose à l'opinion papale selon laquelle Martin Luther est un hérétique, et son De sarcienda ecclesiae concordia de 1533. Érasme était suivi du côté catholique par George Cassander et Georg Witzel qui œuvraient également à rétablir la paix religieuse entre les catholiques et les protestants,.
L'encyclique de Pie XII Humani generis, en 1950, a cependant mis en garde contre les dangers de l'irénisme, pointant le risque de tolérer des erreurs graves et fondamentales par lâcheté et désir exagéré de conciliation.
De même, le décret sur l'œcuménisme Unitatis Redintegratio (1964) promulgué par Paul VI lors du concile Vatican II met en garde contre un « faux irénisme »  :

« La méthode et la manière d’exprimer la foi catholique ne doivent nullement faire obstacle au dialogue avec les frères. Il faut absolument exposer clairement la doctrine intégrale. Rien n’est plus étranger à l’œcuménisme que ce faux irénisme qui altère la pureté de la doctrine catholique et obscurcit son sens authentique et assuré. »

De même, l'encyclique Ut unum sint de Jean-Paul II sur l'engagement œcuménique (1995) recommande d'« éviter le faux irénisme et l'indifférence aux normes de l'Église » et d'écarter « la tiédeur dans l'engagement pour l'unité et plus encore l'opposition préconçue ou le pessimisme qui tend à tout voir négativement ».